# روش گرادیان مزدوج
روش گرادیان مزدوج یا  روش گرادیان همیوغ در ریاضیات، الگوریتمی برای حل  سیستم معادلات خطی می‌باشد. معادلاتی که ماتریس آنها متقارن و مثبت معین است. این روش از نوع الگوریتم‌های تکراری می‌باشد. نشان داده شده که این روش نسبت به گرادیان کاهشی از سرعت همگرایی بیشتری برخوردار است.

## روش گرادیان همیوغ به عنوان یک الگوریتم تکراری
{\displaystyle {\begin{aligned}&\mathbf {r} _{0}:=\mathbf {b} -\mathbf {Ax} _{0}\\&\mathbf {p} _{0}:=\mathbf {r} _{0}\\&k:=0\\&{\hbox{repeat}}\\&\qquad \alpha _{k}:={\frac {\mathbf {r} _{k}^{\mathrm {T} }\mathbf {r} _{k}}{\mathbf {p} _{k}^{\mathrm {T} }\mathbf {Ap} _{k}}}\\&\qquad \mathbf {x} _{k+1}:=\mathbf {x} _{k}+\alpha _{k}\mathbf {p} _{k}\\&\qquad \mathbf {r} _{k+1}:=\mathbf {r} _{k}-\alpha _{k}\mathbf {Ap} _{k}\\&\qquad {\hbox{if }}r_{k+1}{\hbox{ is sufficiently small then exit loop}}\\&\qquad \beta _{k}:={\frac {\mathbf {r} _{k+1}^{\mathrm {T} }\mathbf {r} _{k+1}}{\mathbf {r} _{k}^{\mathrm {T} }\mathbf {r} _{k}}}\\&\qquad \mathbf {p} _{k+1}:=\mathbf {r} _{k+1}+\beta _{k}\mathbf {p} _{k}\\&\qquad k:=k+1\\&{\hbox{end repeat}}\\&{\hbox{The result is }}\mathbf {x} _{k+1}\end{aligned}}}